# Gare de Hällevadsholm
La gare de Hällevadsholm (en suédois : Hällevadsholms station) est une gare ferroviaire suédoise de la ligne du Bohus située à Hällevadsholm dans le comté de Västra Götaland.
La gare est fermée et son bâtiment désaffecté est conservé.

## Situation ferroviaire
La gare de Hällevadsholm est située au point kilométrique (PK) 126 de la  ligne du Bohus, entre les gares de Rabbalshede et de Dingle.

## Patrimoine ferroviaire
Sauvegardé, l'ancien bâtiment est devenu une propriété privée.